# Rezerwat przyrody Olszyna Łęgowa w Kalnicy
Olszyna Łęgowa w Kalnicy – rezerwat przyrody na terenie miejscowości Kalnica, w gminie Cisna, w powiecie leskim, w województwie podkarpackim. Jest położony w obrębie Ciśniańsko-Wetlińskiego Parku Krajobrazowego. Znajduje się na terenie leśnictwa Kalnica, w obrębie leśnym Wetlina, w Nadleśnictwie Cisna.
- numer według rejestru wojewódzkiego – 22
- dokument powołujący – M.P. z 1971 r. nr 53, poz. 346
- powierzchnia – 14,39 ha[1] (akt powołujący podawał 13,69 ha)
- rodzaj rezerwatu – leśny[1][4]

- typ rezerwatu – fitocenotyczny

- podtyp rezerwatu – zbiorowisk leśnych

- typ ekosystemu – leśny i borowy

- podtyp ekosystemu – lasów górskich i podgórskich

- przedmiot ochrony (według aktu powołującego) – fragment górskiego lasu łęgowego z udziałem olszy czarnej[1][4].

Rezerwat obejmuje naturalne zbiorowisko górskiego lasu łęgowego z dużym udziałem olszy czarnej (Alnus glutinosa). Dominującym zespołem leśnym jest olszyna bagienna. Flora naczyniowa rezerwatu jest bogata i liczy 215 gatunków. Występują tu m.in. tojad wschodniokarpacki (Aconitum lasiocarpum) oraz storczyk – kukułka plamista (Dactylorhiza (Orchis) maculata) – gatunki umieszczone w Polskiej Czerwonej Księdze Roślin.